# Википедија на арагонском језику
Википедија на арагонском језику је верзија Википедије на арагонском језику, слободне енциклопедије, која данас има преко 17 000 чланака и заузима на листи Википедија 72. место.